# Несносные леди
«Несносные леди» (англ. Mother's Day) — романтическая комедия режиссёра Гарри Маршалла. Это последняя режиссёрская работа Маршалла. В главных ролях Дженнифер Энистон, Кейт Хадсон, Джулия Робертс, Джейсон Судейкис. Премьера фильма состоялась в апреле 2016 года. Фильм состоит из пары историй разных женщин.

## Сюжет
Фильм рассказывает историю про Сэнди — очаровательную женщину, которая переживает развод с мужем и пытается преуспеть в карьере дизайнера. Также есть Джесси, которая много лет была в ссоре с родителями из-за различных разногласий, касающихся личной жизни. Немалое место занимает в фильме Миранда — успешная женщина, добившаяся высот в карьере, всё это ей удалось из-за трагедии в личной жизни. И, конечно же, Брэдли, потерявший свою жену. Все эти герои абсолютно разные, непохожие друг на друга, но их объединяет одно — материнство.

## В ролях
- Дженнифер Энистон — Сэнди Ньюхаус[2]
- Кейт Хадсон — Джесси[2]
- Джулия Робертс — Миранда Коллинз[2]
- Джейсон Судейкис — Брэдли Бартон[2]
- Тимоти Олифант — Генри
- Шей Митчелл — Тина, новая жена Генри[3]
- Бриттани Робертсон — Кристин[3]
- Джек Уайтхолл — Зак Зимм[3]
- Гектор Элизондо — Рамон Наварро / Лэнс Уоллес
- Марго Мартиндейл — Флоренс, мать Джесси
- Сара Чок — Габи, сестра Джесси
- Лони Лав — Кимберли
- Камерон Эспозито — Макс, девушка Гэби
- Аасиф Мандви — Рассел, муж Джесси
- Элла Андерсон — Вики
- Джесси Кейс — Рейчел
- Роберт Пайн — граф, отец Габи
- Джон Ловитц — Уолли Бёрн
- Люси Уолш — Джоди
- Бет Кеннеди — Гвенда
- Сандра Тейлор — Лекси
- Грейсон Рассел — Томми
- Мэттью Уокер — Рэнди
- Лиза Робертс Гиллан — Бетти
- Кейт Линдер — Джиджи
- Дженнифер Гарнер — Дана Бартон
- Пол К. Фогт — Крошка
- Оуэн Ваккаро — сын Чарли
- Скотт Маршалл — Сэм
- Кристин Лэйкин — хозяйка
- Рори О'Мэлли — заказчик
- Ларри Миллер — полицейский на мотоцикле
- Шон О'Брайен — мужчина-полицейский

## Прокат
Прокат фильма в Аргентине стартовал 21 апреля 2016 года, в Австралии, России и Португалии — 28 апреля 2016 года, в США, Турции и Финляндии — 29 апреля 2016 года.

## Критика
Фильм получил негативные отзывы кинокритиков. На сайте Rotten Tomatoes фильм имеет рейтинг 6 % на основе 154 рецензий со средним баллом 2,9 из 10. На сайте Metacritic фильм имеет оценку 18 из 100 на основе 30 рецензий критиков, что соответствует статусу «непреодолимая неприязнь».